# Expoagua Zaragoza 2008 S.A.
La Sociedad Expoagua Zaragoza 2008 S.A. se constituyó en mayo de 2005 con el objetivo de gestionar, promocionar, organizar y operar el evento.
Como objetivos básicos asociados a la celebración de la Exposición, destacan tres, referentes a Zaragoza:
- Potenciar la imagen de la ciudad y Aragón en el territorio nacional y la España en el exterior.
- Aprovechar las inversiones realizadas para mejorar la ciudad anfitriona, implementando las comunicaciones e infraestructuras con la creación de un nuevo concepto de centralidad en torno a los ríos y riberas urbanas.
- Convertir a Zaragoza en un referente mundial en los temas relacionados con el agua y el desarrollo sostenible, antes, durante y después de la Exposición.

Los principales objetivos concretos de la Exposición Internacional fueron los siguientes:
- Propiciar la participación nacional e internacional.
- Promover una cultura ligada al agua y la sostenibilidad.
- Mostrar las mejores experiencias y soluciones a los problemas del agua y ser foro de intercambio de las mismas.
- Celebrar un encuentro festivo y vivir una experiencia inolvidable.

Además, la gestión diaria y los procedimientos seguidos por Expoagua fueron estrictamente guiados por los siguientes principios:
- Gestión eficiente y transparante de los fondos públicos.
- Creación de un equipo de trabajo capaz de cumplir todos los objetivos.
- Aplicación interna de los principios de sostenibilidad.

Los primeros trabajos de Expoagua se centraron en dimensionar y contratar una plantilla adecuada, realizar un estricto cronograma, planificando las acciones necesarias y presentar un presupuesto realista de las inversiones y gastos necesarios para el cumplimiento de su objetivo social.

## Organigrama
- Presidente: Roque Gistau
- Dirección Seguridad: Juan Vizcaíno
- Dirección Gabinete Presidencia: José María Ortega
- Jefatura de Área Auditoría Externa y Control: José González
- Dirección Comunicación: Antonio Silva
- Jefatura de Área Promoción y Marketing: Jaime Armenter
- Jefatura de Área de Prensa y Comunicación: Antonio Silva
- Jefatura de Área Relaciones Corporativas: Javier Carnicer
- Dirección Asesoría Jurídica: Ignacio Salvo
- Adjunta al Jefe de Asesoría Jurídica: Teresa Loscertales
- Dirección General de Operaciones y Contenidos: Jerónimo Blasco
- Adjunto a la Dirección General de Operaciones y Contenidos: Francisco Pellicer
- Director de Operaciones: Salvador Pons
- Adjunta al Director de Operaciones: Carme Cané
- Jefatura de Área Temática y Medio Ambiente: Francisco Pellicer
- Jefatura de Área Voluntariado: Marta Colomer
- Jefatura de Área Tribuna del Agua: Eduardo Mestre
- Jefatura de Área Restauración: Francisco Azlor
- Jefatura de Área Expografía: Gustavo Weiskal
- Jefatura de Área Comercial: Luis Perales
- Jefatura de Área Público y Servicios: Eduardo Combas
- Jefatura de Área Relación con Participantes: Luis Frauca
- Jefatura de Área Espectáculos: Ramón Ferre
- Dirección General de Recursos y Medios: José Luis Murillo
- Jefatura de Área de Contratación y Compras: Ana Isabel Beltrán
- Jefatura de Área de Recursos Humanos: José L. Martínez
- Jefatura de Área de Finanzas y Contabilidad: Javier Labarta
- Jefatura de Área de Sistemas: Jordi Dalmau
- Jefe de Área Inmobiliaria: Fernando Del Águila
- Dirección General de Construcción: Eduardo Ruiz de Temiño
- Jefatura de Área de Proyectos: Pablo de La Cal
- Jefatura de Área de Edificación: Alfonso Pérez
- Jefatura de Área de Infraestructuras: Miguel A. Soria
- Jefatura de Área de Obras Especiales: Miguel Zueco
- Jefatura de Servicios Calidad y Medioambiente: David Giménez
- Jefatura de Servicio de Instalaciones: Marc Ruiz
- Jefatura de Servicio de Seguridad Laboral: Jesús Villar